# Lacedemonio
Lacedemonio, hijo de Cimon (en griego antiguo: Λακεδαιμόνιος, Lakedaimónios; mitad del siglo V a. C.), fue un militar ateniense, perteneciente a la poderosa familia de los Filaidas. Según Plutarco tenía un hermano gemelo, Elio, y eran hijos de una mujer de
Clítor. Por ello, se dice que Pericles les injuriaba a menudo a causa de su linaje materno.
Como su padre y su abuelo (el famoso Milcíades) fue comandante de la flota de Atenas y se distinguió en la batalla de Síbota (433 a. C.), luchando  con diez naves en el bando de Corcira contra Corinto. El pueblo ateniense le puso al mando de una escuadra de solo diez naves con la intención de que cayera en la humillación y en la crítica, debido a su laconismo, en el caso de no llevara a cabo ninguna acción importante ni notable en la campaña militar.
Su nombre derivado de Lacedemón, otro nombre con el que se identificaba a la polis de Esparta, le fue dado por su padre para celebrar la tregua de cinco años firmada entre Atenas y Esparta en el 451 a. C.